# 萬淇將軍
萬淇將軍，本名為林益淇，位於嘉義縣大林聖賢宮，與一般有應公的方式不同，並非由群眾發起的祭祀活動成為神祇，是由神祇封名，人升格為神的其中一例。
九千道長徐双惠表示， 因為林益淇是「萬」字輩信徒，故稱為「萬淇將軍」。

## 事件經過
林益淇生前長期在擔當廟宇志工，在2013年林益淇駕駛的直升機在玉山補給任務中墜毀，空難事件發生後聖賢宮周圍突然出現臭味，廟方人員向關聖帝君請示後得知林益淇曾是關聖帝君隨從，有14世的宿世因緣所以林益淇遇難後才在廟宇徘徊，後經神明喻示讓其入五營將軍廟修行，修行圓滿後封萬淇將軍入聖賢宮共享香火。

## 後續發展
雖然經神明封為護衛將軍，但神像、笏板、匾額全都被林益淇拒絕，最後在其同意下才在「將軍令牌」刻上名號，於2014年10月25日進入編制內，於11月15日舉行授封儀式正式上任。林家人原本沉陷悲傷中，但家人陸續夢見父親後也逐漸釋懷，現在林益淇的妻子也都在聖賢宮擔任志工，換個方式陪伴丈夫。。

## 介紹
林益淇為陸軍航空航訓班29期，是台灣第一批駕駛眼鏡蛇攻擊直升機的軍官，少校退伍後，在空勤總隊服務，2009年到中興航空任職；2013年10月16日，中興航空BK-117型直升機在玉山墜落，正副駕駛張國綱、林益淇及玉山氣象站員工陳文忠3人不幸罹難，林益淇享年49歲。。

## 類似案例
南廠小西腳平天舘黃府千歲-黃番豹
永康大灣國聖宮的謝府千歲-謝水藍
台南西來庵陳督司-陳清吉